# Екатерина Ризова
Екатерина (Катина) Христова Ризова, по мъж Петкова, е българска общественичка от Македония.

## Биография
Родена е в 1869 година в Битоля във видна българска фамилия. Сестра е на политика, журналист и дипломат Димитър Ризов. Учи в Солунската българска девическа гимназия, след което продължава образованието си в Софийската девическа гимназия. Жени се за стамболовисткия политик Димитър Петков (1857 - 1907), с когото имат двама сина - политиците земеделци Петко Петков (1891 - 1924) и Никола Петков (1893 - 1947) и две дъщери Софка по мъж Краварева, а по-късно Мурдарова (1890 - 1950) и Радка, починала скоро след раждането си в 1887 година. Бракът е неуспешен и Екатерина и Димитър се развеждат на 10 декември 1895 година.
Екатерина Ризова е властна натура, която не остава в сянката на съпруга си и се вписва в обществения и културния живот на София. Председателка е на Софийското македонско женско дружество. Полага усилия за устройването и управлението на Битолското сиропиталище на дружество „Утеха“, приютило сираци от Илинденско-Преображенското въстание. Измолва от министър Михаил Такев 10 000 лева и лично през юни 1908 година посещава родната си Битоля, за да проучи и задоволи нуждите на сиропиталището.